# 1999-es Formula–1 maláj nagydíj
Az 1999-es Formula–1 világbajnokság tizenhatodik futama a maláj nagydíj volt.

## Futam
Az évad utolsó előtti versenye a maláj nagydíj volt, ahol Schumacher visszatért a mezőnybe hat kihagyott futam után. A német megszerezte a pole-t Irvine, Coulthard és Häkkinen előtt. A rajt után Irvine állt az élre, Schumacher feladata pedig a McLarenek feltartása volt. Coulthardnak sikerült megelőznie a németet, de később technikai hiba miatt kiesett. Schumachernek sikerült maga mögött tartania Häkkinent, így a Ferrari Irvine-nal kettős győzelmet szerzett.
A verseny után a Ferrari autóit szabályellenesnek találták, és kizárták őket. A Ferrari ezt követően fellebbezett, az FIA visszavonta döntését, a Ferrari eredményét meghagyták.
|         | Rsz. | Versenyző             | Csapat             | Körök | Idő/Kiesések    | Rajthely | Pontok |
| ------- | ---- | --------------------- | ------------------ | ----- | --------------- | -------- | ------ |
| 1       | 4    | Eddie Irvine          | Ferrari            | 56    | 1:36:38,494     | 2        | 10     |
| 2       | 3    | Michael Schumacher    | Ferrari            | 56    | +1,040          | 1        | 6      |
| 3       | 1    | Mika Häkkinen         | McLaren-Mercedes   | 56    | +9,743          | 4        | 4      |
| 4       | 17   | Johnny Herbert        | Stewart-Ford       | 56    | +17,538         | 5        | 3      |
| 5       | 16   | Rubens Barrichello    | Stewart-Ford       | 56    | +32,296         | 6        | 2      |
| 6       | 8    | Heinz-Harald Frentzen | Jordan-Mugen-Honda | 56    | +34,884         | 14       | 1      |
| 7       | 11   | Jean Alesi            | Sauber-Petronas    | 56    | +54,408         | 15       |        |
| 8       | 10   | Alexander Wurz        | Benetton-Playlife  | 56    | +1:00,934       | 7        |        |
| 9       | 21   | Marc Gené             | Minardi-Ford       | 55    | +1 kör          | 19       |        |
| 10      | 5    | Alessandro Zanardi    | Williams-Supertec  | 55    | +1 kör          | 16       |        |
| 11      | 9    | Giancarlo Fisichella  | Benetton-Playlife  | 52    | +4 kör          | 11       |        |
| Kiesett | 22   | Jacques Villeneuve    | BAR-Supertec       | 48    | Hidraulika      | 10       |        |
| Kiesett | 12   | Pedro Diniz           | Sauber-Petronas    | 44    | Kicsúszás       | 17       |        |
| Kiesett | 14   | Pedro de la Rosa      | Arrows             | 30    | Motor           | 20       |        |
| Kiesett | 20   | Luca Badoer           | Minardi-Ford       | 15    | Kicsúszás       | 21       |        |
| Kiesett | 2    | David Coulthard       | McLaren-Mercedes   | 14    | Üzemanyagnyomás | 3        |        |
| Kiesett | 6    | Ralf Schumacher       | Williams-Supertec  | 7     | Kicsúszás       | 8        |        |
| Kiesett | 15   | Takagi Toranoszuke    | Arrows             | 7     | Erőátvitel      | 22       |        |
| Kiesett | 23   | Ricardo Zonta         | BAR-Supertec       | 6     | Motor           | 13       |        |
| Kiesett | 18   | Olivier Panis         | Prost-Peugeot      | 5     | Motor           | 12       |        |
| Kiesett | 7    | Damon Hill            | Jordan-Mugen-Honda | 0     | Baleset         | 9        |        |
| Kiesett | 19   | Jarno Trulli          | Prost-Peugeot      | 0     | Motor           | 18       |        |

## A világbajnokság élmezőnyének állása a verseny után
| H  | Versenyzők            | Pont | H  | Konstruktőrök      | Pont |
| -- | --------------------- | ---- | -- | ------------------ | ---- |
| 1. | Eddie Irvine          | 70   | 1. | Ferrari            | 118  |
| 2. | Mika Häkkinen         | 66   | 2. | McLaren-Mercedes   | 114  |
| 3. | Heinz-Harald Frentzen | 51   | 3. | Jordan-Mugen-Honda | 58   |
| 4. | David Coulthard       | 48   | 4. | Stewart-Ford       | 36   |
| 5. | Michael Schumacher    | 38   | 5. | Williams-Supertec  | 33   |

## Statisztikák
Vezető helyen:
- Michael Schumacher: 17 (1-3 / 26-28 / 42-52)
- Eddie Irvine: 30 (4-25 / 29-41 / 53-56)

Eddie Irvine 4. győzelme, Michael Schumacher 22. pole-pozíciója, 39. leggyorsabb köre.
- Ferrari 125. győzelme